# Taiacris
Taiacris is een geslacht van rechtvleugeligen uit de familie veldsprinkhanen (Acrididae). De wetenschappelijke naam van dit geslacht is voor het eerst geldig gepubliceerd in 1986 door Donskoff.

## Soorten
Het geslacht Taiacris  is monotypisch en omvat slechts de volgende soort:
- Taiacris couturieri (Donskoff, 1986)